# Īljāq
Īljāq (persiska: يلجاق, ایلجاق) är en ort i Iran.   Den ligger i provinsen Zanjan, i den nordvästra delen av landet, 400 km väster om huvudstaden Teheran. Īljāq ligger 1 311 meter över havet och antalet invånare är 576.
Terrängen runt Īljāq är kuperad åt sydost, men åt nordväst är den platt. Īljāq ligger nere i en dal. Runt Īljāq är det ganska glesbefolkat, med 47 invånare per kvadratkilometer. Närmaste större samhälle är Dādlū, 18,5 km nordost om Īljāq. Trakten runt Īljāq består i huvudsak av gräsmarker.